# مطر الوراق
أبو رجاء مطر بن طهمان الوراق الخراساني، نزيل البصرة، تابعي وأحد رواة الحديث النبوي.

## سيرته
هو مولى علباء بن أحمر اليشكري، كان يكتب المصاحف، وكان يُضرب به المثل في فقهه وزهده، وكان أكبر أصحاب قتادة بن دعامة سنًأ، قال الخليل بن عمر بن إبراهيم: «سمعت عمي عيسى يقول: ما رأيت مثل مطر الوراق في فقهه وزهده»، وقال مالك بن دينار: «رحم الله مطرًا الوراق، إني لأرجو له الجنة.». مات سنة 129 هـ، وقيل مات قبل الطاعون سنة 125 هـ.

## روايته للحديث النبوي
- روى عن: أنس بن مالك ويقال: مرسل، وبكر بن عبد الله المزني، والحسن البصري والحكم بن عتيبة وحميد بن هلال وربيعة بْن أَبِي عَبْد الرحمن ورجاء بن حيوة وزهدم الجرمي، وشهر بن حوشب وصالح أَبِي الخليل وعامر الشعبي وعبد الله بن بريدة وعطاء بن أبي رباح وعكرمة بن خالد المخزومي، وعكرمة مولى ابن عباس وعمرو بن دينار، وعمرو بن شعيب وقتادة بن دعامة ومحمد بن سيرين ومعاوية بن قرة المزني ونافع مولى ابن عمر وهارون بْن عنترة وأبي رجاء العطاردي وأبي الزبير المكي وأبي شيخ الهنائي وأبي العالية الرياحي وأبي نضرة العبدي.
- روى عنه: إبراهيم بن طهمان والحسين بن واقد وحسين المعلم وحماد بن زيد وحماد بن سلمة وداود بن الزبرقان وروح بْن القاسم وسعيد بن أبي عروبة وشعبة بن الحجاج والصعق بْن حزن وعبد اللَّهِ بْن شوذب وعبد العزيز بْن عَبْد الصمد العمي وعبد العزيز بْن مسلم والمثنى بْن يزيد وأبو رجاء مُحَمَّد بْن سيف الأزدي ومعمر بن راشد ومغيرة بْن مسلم والمنهال بْن خليفة ومهدي بن ميمون وهشام الدستوائي وهمام بن يحيى وأبو قدامة الإيادي وأبو هلال الراسبي.[1]
- الجرح والتعديل: قال أبو حاتم الرازي: «صالح الحديث»، وقال ابن حبان: «ربما أخطأ، وكان معجبًا برأيه، كان ردئ الحفظ على صلاح فيه»، وقال أبو داود: «ليس بحجة، لا يقطع به في حديث إذا اختلف»، وقال أحمد بن حنبل: «ضعيف الحديث في عطاء»، وقال أحمد بن شعيب النسائي: «ليس بالقوي»، وقال ابن حجر العسقلاني: «صدوق كثير الخطأ، وحديثه عن عطاء ضعيف»، وقال الدارقطني: «ليس بالقوي»، وقال خليفة بن خياط: «لا بأس به»، وقال زكريا الساجي: «صدوق يهم»، وقال علي بن المديني: «كان صالحا وسطًا، ولم يكن بالقوي»، وقال محمد بن إسماعيل البخاري: «لا بأس به»، ومرة: «منكر الحديث»، وقال يحيى بن سعيد القطان: «كان يضعف حديثه عن عطاء، وكان يشبه حديثه بابن أبي ليلى في سوء الحفظ»، قال يحيى بن معين: «صالح، ومرة: ضعيف في حديث عطاء». روى له البخاري في خلق أفعال العباد وروى له الباقون.[1][3]